# Zkurvená noc
Zkurvená noc (v anglickém originále 11:14) je americký film z roku 2003 o několika propletených událostech, které směřují ke stejnému času - 23:14 (11:14 P.M.).

## Děj
Film sleduje několik vzájemně propojených událostí, které vyústí ve stejný čas - 23:14. Spojení mezi nimi nejsou nejdříve zjevná, ale jsou postupně odhalena pomocí flashbacků.
1. Jack, který pil alkohol, jede autem a telefonuje, hodiny zrovna ukazují 23:14. Když projíždí pod mostem, náhle něco udeří do čelního skla, což způsobí, že sklouzne ze silnice. Zastaví u značky varující před jeleny a vystoupí, aby zjistil, co se stalo a najde lidské tělo se zohavenou tváří. Když uvidí další auto, zpanikaří a tělo odstaví tak, aby nebylo vidět. Auto u něj zastaví a řidička Norma si myslí, že srazil jelena. Norma přes Jackovo odmítání zavolá policii s tím, že šerif je její známý. Když Norma odjede, Jack nacpe tělo do kufru svého auta a pak jde zpět do auta s tím, že odjede, ale policista už stojí za ním. Strážník Hannagan s ním mluví a všimne si jeho podezřelého chování, a tak Jack podstoupí test střízlivosti (říká abecedu pozpátku). Pak zjistí, že Jackův řidičský průkaz byl zrušen kvůli řízení pod vlivem. Hannagan mu tedy řekne, že je zatčen a auto je zabaveno. Když Hannagan nalezne tělo, nasadí Jackovi kabelová pouta, protože kovová už mu došla - 2 lidi už má v autě - Duffyho a Buzzy. Když se Hannagan hádá s Buzzy, která se nechce posunout, Jack svá pouta přeřeže a uteče. Hannagan ho pronásleduje, dveře policejního auta ale nechá otevřené, a tak Duffy a Buzzy také utečou. Jack běží okolo pozemku s bezpečnostními světly a psem - kvůli tomu majitelka - Norma - vyjde ven. Ta je zřetelně rozrušená a hledá svého manžela Franka, protože se právě dozvěděla, že jejich dcera Cheri zemřela při nehodě, jejíž viník odjel. Hannagan pak Jacka dožene, načež Norma Jacka střelí, protože si myslí, že je odpovědný za smrt její dcery. Jack znovu uteče směrem ke hřbitovu, kde projde kolem bowlingové koule a pak je zatčen.
2. Teenageři Tim, Mark a Eddie jezdí dodávkou po městě a způsobují problémy tím, že vyhazují různé věci z okna, např. zapálenou knihu. Mark, rozčílený kvůli Eddiemu, který močí z okna, vrazí do Cheri, která přechází silnici a zabije ji. Zastaví, ale pak ujedou, když uvidí Duffyho se zbraní, jak jde k nim. Duffy pak na auto střílí a sklo uřízne kus Eddieho penisu. Tim donutí Marka, aby zastavil a vrátili se, aby ho našli. Tim je pak vyrušen lékaři Leonem a Kevinem, ale rozhodne se utéct a část penisu donese zpět Eddiemu.
3. Frank v noci venčí svého psa a najde na hřbitově klíče od auta své dcery vedle Aaronova mrtvého těla. Protože si myslí, že je za to Cheri zodpovědná, rozhodne se naložit jeho tělo do Aaronova auta. Omylem v kufru zavře i s Aaronem klíče, a tak rozbije okno a pak jede na most. Musí se skrýt před autem, které řídí Duffy, ale pak shodí tělo z mostu. To pak připadne na Jackově autě. Frankův pes pak uteče s bundou špinavou od krve. Když ho chytí, uvidí hořící knihu, kterou předtím z auta vyhodili Tim a Eddie, a použije ji, aby zapálil svou bundu. Vtom ho uvidí jeho žena Norma a odveze ho domů, kde ho pošle, aby se podíval po jelenovi, kterého měl srazit Jack.
4. Buzzy pracuje pozdě do noci v obchodě, kde ji navštíví její kamarád a kolega Duffy a začnou se spolu bavit o těhotenství Duffyho přítelkyně Cheri a penězích na potrat. Mark a Eddie přijedou k obchodu po zavírací době, ale Duffy je pustí dovnitř. Nakoupí tam věci, které budou vyhazovat z auta. Když odejdou, Duffy seznámí Buzzy se svým plánem, jak ukradnout 500 dolarů. Pak přijede Cheri a jde s Duffym do chladničky. Mezitím si Buzzy hraje s Duffyho revolverem a omylem jím prostřelí skleněné dveře a těsně mine Cheri a Duffyho. Cheri odejde a Duffy požádá Buzzy, aby mu dovolila ukradnout peníze. Buzzy souhlasí, protože se bojí o svou práci (má v plánu svést prostřelené dveře na lupiče), ale žádá Duffyho, aby ji střelil do ruky, aby to vypadalo jako autentická loupež. Duffy ji střelí a pak pro ni zavolá policii a odejde, ale přijde na to, že nemá klíče od auta. Ty mu nechala Cheri v autě. Duffy pak ujíždí před policií, která přijela dříve, než myslel. Během jízdy potká Aaronovo auto, které zaparkoval Frank, když se chystal shodit Aaronovo tělo z mostu. Pak uvidí Cheri, jak zaparkovala, a zavolá na ni, že získal peníze na potrat. Když Cheri vyjde z auta, Duffy je svědkem její smrtí a pak střílí na teenagery, kteří ji srazili. Potom je zatčen strážníkem Hannaganem za střílení na dodávku a vyloupení obchodu na základě popisu, který policii někdo poskytl (později vyjde najevo, že to byla Cheri). Buzzy je pak zatčena jako jeho komplic, když ho odmítne identifikovat.
5. Cheri odejde z domu za Aaronem a mají spolu sex na hřbitově. Aaron se opírá o náhrobek, který má na stopě kamenného anděla. Andělův krk je poškozen a jeho hlava spadne Aaronovi do obličeje a okamžitě ho zabije - to je důvod, proč je jeho obličej tak poškozený, když jeho tělo spadne na Jackovo auto. Cheri ze hřbitova odejde, ale nechá tam klíče, které později najde její otec Frank. Cheri si pak půjčí otcovo auto a jde do obchodu za Duffym, aby vzala jeho bowlingovou kouli, kterou chce umístit místo andělovy hlavy a předstírat tak, že Aarona zabil Duffy, který na ni žárlil. Když z obchodu odjíždí, uvidí, jak Duffy střílí na Buzzy a zavolá policii. Když se Cheri vrátí na hřbitov, bowlingovou kouli upustí, když uvidí, že je Aaronovo tělo pryč. Zkouší ujet, ale její auto má znovu problémy se startováním. Vtom zazvoní její telefon a Cheri začne mluvit s Jackem. Jedná se o konverzaci, která probíhá na začátku filmu. Vyjde najevo, že Cherino "těhotenství" je pouze podvod, jenž slouží k tomu, aby získali peníze od Duffyho i Aarona, aby mohli Jack a Cheri společně opustit město. Uprostřed hovoru, zavolá na Cheri Duffy, že získal peníze. Cheri rychle zavěsí a když přechází silnici, telefon znovu zazvoní, a tak Cheri zastaví uprostřed ulice, kde ji srazí dodávka s Markem, Timem a Eddiem. Kamera pak zabere Cheriin telefon, kde je čas 23:14.

## Obsazení
| Rachael Leigh Cook | Cheri             |
| Henry Thomas       | Jack              |
| Blake Heron        | Aaron             |
| Barbara Hershey    | Norma             |
| Clark Gregg        | strážník Hannagan |
| Patrick Swayze     | Frank             |
| Hilary Swank       | Buzzy             |
| Shawn Hatosy       | Duffy             |
| Stark Sands        | Tim               |
| Colin Hanks        | Mark              |
| Ben Foster         | Eddie             |
| Jason Segel        | Leon              |
| Rick Gomez         | Kevin             |